# Коче (Постојна)
Коче (словен. Koče, итал. Cocce) је насељено место у општини Постојна, Приморско-нотрањска регија, Словенија.

## Историја
До територијалне реорганизације у Словенији било је у саставу старе општине Постојна.

## Становништво
У попису становништва из 2011. године, Коче је имало 245 становника.
| Број становника према пописима | Број становника према пописима | Број становника према пописима |
| ------------------------------ | ------------------------------ | ------------------------------ |
| 1991                           | 2002                           | 2011                           |
| 199                            | 235                            | 245                            |